# Edmond Gilliard
Edmond Gilliard (* 10. Oktober 1875 in Fiez; † 11. März 1969 in Lausanne) war ein Schweizer Schriftsteller und Literaturkritiker.

## Leben
Edmond Gilliard wuchs als Sohn eines Grossgrundbesitzers und der Autorin Marie Gilliard-Malherbe (1848–1911) auf. Unter seinen neun Geschwistern waren der Erzieher Pierre (1879–1962) und der Architekt Frédéric Gilliard (1884–1967).
Er studierte Klassische Philologie an der Universität Lausanne. Danach verbrachte er ein Jahr am Hof des Großherzogs von Sachsen und drei Jahre in Paris. Von 1904 bis 1931 war er als Gymnasiallehrer in Lausanne tätig.
Er trat zunächst als Literaturkritiker hervor. 1914 gründete er mit Paul Budry die Monatszeitschrift Cahiers vaudois. Sein schriftstellerisches Werk umfasst vor allem Essays und Tagebücher. 1944 gehörte er zu den Begründern der Association vaudoise des écrivains.

## Auszeichnungen
- 1926: Prix Rambert für Rousseau et Vinet
- 1954: Gesamtwerkspreis der Schweizerischen Schillerstiftung
- 1964: Preis der Stadt Lausanne

## Werke
- Rousseau et Vinet, Individus sociaux, 1925
- Alchimie Verbale, 1926
- Du Pouvoir des Vaudois, 1926
- La Passion de la Mère et du Fils, 1928
- A Henri Roorda, 1929
- La Croix qui tourne, 1929
- Dramatique du Moi, 1936–1940
- L’École contre la Vie, 1942
- Reconnaissance filiale, 1944
- Journal 1930/45, 1945
- Métier d’une Vie, 1947
- De Rousseau à Jean-Jacques, 1950
- Journal 1945/52, 1952
- Outre-Journal, 1953
- Reconnaissance de S.U. Zanne, 1955
- Hymne terrestre, suivi du Dialecte de l’Architecte et de la Revenance de l’Outre, 1958
- Carnet de la Huitaine, 1960
- Tout-y-va «Notes et Souvenirs», 1963
- La Chasse de Pan, 1965
- Œuvres complètes, Genf 1965